# The Motowns
 (septembre 2023).
Le contenu est difficilement compréhensible vu les erreurs de traduction, qui sont peut-être dues à l'utilisation d'un logiciel de traduction automatique.
The Motowns est un groupe musical britannique beat, actif dans la seconde moitié des années 1960, connu en Italie comme faisant partie de la seconde vague Beat musique (connue en Italie sous le nom de Brit-it invasion). Le groupe The Motowns, composé de cinq jeunes musiciens qui jouaient dans Cavern Club de Liverpool, partit en 1966 en tournée à Hambourg et à Belfast et arriva pendant l'inondation à Florence, où il perdit ses instrument de musique et l'installation d'amplification.
Découvert et lancé en Italie, à la discothèque Piper Club de Rome, par le producteur Alberigo Crocetta (it), puis engagé par la RCA Italiana, ce groupe participa au film musicarello L'immensità (La ragazza del Paip's), avec Don Backy et Patty Pravo. Les membres du complexe The Motowns sont apparus comme acteurs et musiciens parfois avec leur musique insérée dans la bande sonore de films comme Soldati e capelloni (it) (1967) avec Luigi De Filippo et Peppino De Filippo et La più bella coppia del mondo de Camillo Mastrocinque, (1967) avec Walter Chiari, Paola Quattrini et Aldo Giuffré.
Le groupe The Motowns a aussi fait une brève apparition dans Toby Dammit, segment du film collectif Histoires extraordinaires, dirigé par Federico Fellini (1968), avec la musique de Nino Rota et, dans sa deuxième formation, dans le thriller Quatre Mouches de velours gris de Dario Argento (1971).

## Biographie

### Débuts (1965–1970)
Ensemble musical originaire de Liverpool, le groupe The Motowns débuta en Italie au Festival delle rose (it) de 1966 avec Per quanto io ci provi, le festival étant remporté par Carmelo Pagano (it) avec L'amore se ne va. Il a participé à plusieurs éditions du Cantagiro et sorti des chansons à succès en 45 tours comme Prendi la chitarra e vai/Per quanto io ci provi (Prendi la chitarra e vai était una reprise de Sergio Bardotti de Lovers of The World Unite, chanson écrite par Roger Greenway et Roger Cook et interprété par le duo David & Jonathan, déjà publié aussi par La Verde Stagione (it)). Grâce à Prendi la chitarra e vai le groupe remporte le Cantagiro 1967 dans la sexion C, dédié aux ensembles musicaux.
En 1967 le groupe a sorti le seul album en 33 tours entièrement en langue italienne, contenant ses succès allant de Una come lei à L'uomo in cenere et participa au Cantagiro 1969 (it), mais peu après la formation voit le départ du chanteur Lally Stott qui entreprend une carrière de soliste et d'auteur avec Chirpy Chirpy Cheep Cheep et d'autres chansons pour les Middle of the Road, avant de mourir en 1977 dans un accident de la route. D'autres musiciens du groupe s'installent de façon permanente en Italie, rejoignant les soi-disant oriundi, avec le mariage de Mike Logan (clavier) le père de l'actrice Veronika Logan (it) et du chanteur soliste Douglas Meakin avec deux mannequins italiennes.

### Une seconde formation (1970-1975)
En 1970 le groupe revient sur la scène avec une deuxième formation, où le rôle de guitariste est assuré par l'ex Primitives Dave Sumner, Mick Brill à la guitare basse et Meakin à la fois chanteur soliste et guitariste rythmique.
Au milieu des années 1970 le groupe se sépare officiellement et pratiquement tous ses membres entreprennent des carrières solistes, travaillant comme musicien de studio, en particulier pour les premiers albums des auteurs-compositeurs de la soi-disant scuola romana (école romaine), devenant entre la fin des années 1970 et le début des années 1980 auteurs et interprètes pour la RCA de quelques sigles de dessins animés sous le nom de Rocking Horse et Superobots. Mike Logan a créé, avec le batteur Bruno Bergonzi, le groupe Dhuo (it) qui a participé au Festival di Sanremo 1984 (it), avec la chanson Walkin'. En 1984, Dhuo a collaboré à la conception et à la réalisation du premier CVD (Computer Vision Disc) Rome By Night/On Video (it).
Il a participé aux albums de Mina Attila (1979) et Salomè (it) (1981). À Un disco per l'estate de 1972, Mike Logan a participé à la chanson Tempo d'inverno avec le groupe Les Camaleonti et il a joué du piano à queue dans l'orchestre du Festival de Sanremo 1980 (it), dans la chanson gagnante Solo noi (it), chantée par Toto Cutugno.
En 2000, Douglas Meakin a formé, avec Valerio Liboni (it), Dave Sumner et l'ex Delirium Rino Dimopoli, le complexe musical I Mitici, basé sur un répertoire typique des années 1960. Meakin et le bassiste Mick Brill avaient participé en 1972 à l'album Theorius Campus (it) qui marqua les débuts de Francesco De Gregori et d'Antonello Venditti.

### Ancients membres
- Douglas « Dougie » Meakin : guitare et chant
- Harold « Lally » Stott : chant soliste et guitare soliste
- Tony Crowley : batterie
- Mike « Saint » Logan : piano
- Robbie « Little » Scott : guitare basse

## Discographie

### Albums studio
- 1967 : Sì, proprio i Motowns (RCA Italiana, serie Special S-14)
- 1971 : I Motowns (Cinevox MDF 33148)

### 45 Tours
- 1966 : Prendi la chitarra e vai/Per quanto io ci provi (RCA Italiana)
- 1967 : Prendi la chitarra e vai/Una come lei (RCA Italiana)
- 1967 : Sagamafina/Mr. Jones (RCA Italiana)
- 1968 : Dentro la fontana/In un villaggio (Durium)
- 1968 : Fuoco/In the Morning (Durium)
- 1969 : Dai vieni giù/ (lato B: autre artiste - ed. juke box (Durium)
- 1969 : Sogno, Sogno, Sogno/Hello To Mary (Durium)
- 1970 : Na Na Hey Hey Kiss Him Goodbye/In the Morning (Durium)
- 1970 : Lassù/Sai forse ti amerò (Carosello)
- 1970 : Una moglie/Un corpo per l'amore (dans la musique de scène du film Mia moglie, un corpo per l'amore (it) de Mario Imperoli, 1972, (Cinevox)
- 1971 : Back to my baby/Wings of a bird (Cinevox MDF 026)
- 1971 : I want to die/Back to my baby (Cinevox MDF 028)
- 1972 : Fire (Durium)